# Oswaldo Munteal
Oswaldo Munteal Filho (Rio de Janeiro, 7 de março de 1965) é um escritor, professor e historiador brasileiro.

## Carreira
Graduado e mestre em História pela Pontifícia Universidade Católica do Rio de Janeiro, doutor em História Social pela Universidade Federal do Rio de Janeiro, pós-doutor em Administração Pública pela Fundação Getúlio Vargas.
Atualmente, é professor da Universidade do Estado do Rio de Janeiro, da Pontifícia Universidade Católica do Rio de Janeiro e das Faculdades Integradas Hélio Alonso. Coordena também o Núcleo de Identidade Brasileira e História Contemporânea (NIBRAHC/UERJ) e o projeto Prisioneiros das Drogas
É um dos vários historiadores brasileiros que apontam a hipótese de assassinato do ex-Presidente do Brasil João Goulart em 1976,durante seu exílio na Argentina, o que causou polêmica com alguns biógrafos do ex-presidente, como Moniz Bandeira.

## Principais obras
- Prisioneiros das Drogas: segurança pública, saúde e direitos humanos no Brasil (org.). PR: CRV, 2012.
- O Brasil em evidência: a utopia do desenvolvimento (org.). RJ: FGV e PUC-Rio, 2012.
- Tempo negro, temperatura sufocante: Estado e sociedade no Brasil do AI-5. RJ: PUC-Rio e Contraponto, 2008.
- Os advogados e a ditadura de 1964: a defesa dos perseguidos políticos no Brasil (org.). RJ: PUC-Rio, 2010.
- Sonho de uma polícia cidadã: Coronel Carlos Magno Nazareth Cerqueira (org.). RJ: Vozes e PUC-Rio, 2010.
- As reformas de base na Era Jango. RJ: NIBRAHC/UERJ, 2009.
- A ditadura em debate: Estado e Sociedade nos anos do autoritarismo (org.). RJ: Contraponto, 2005.